# Рибочистка

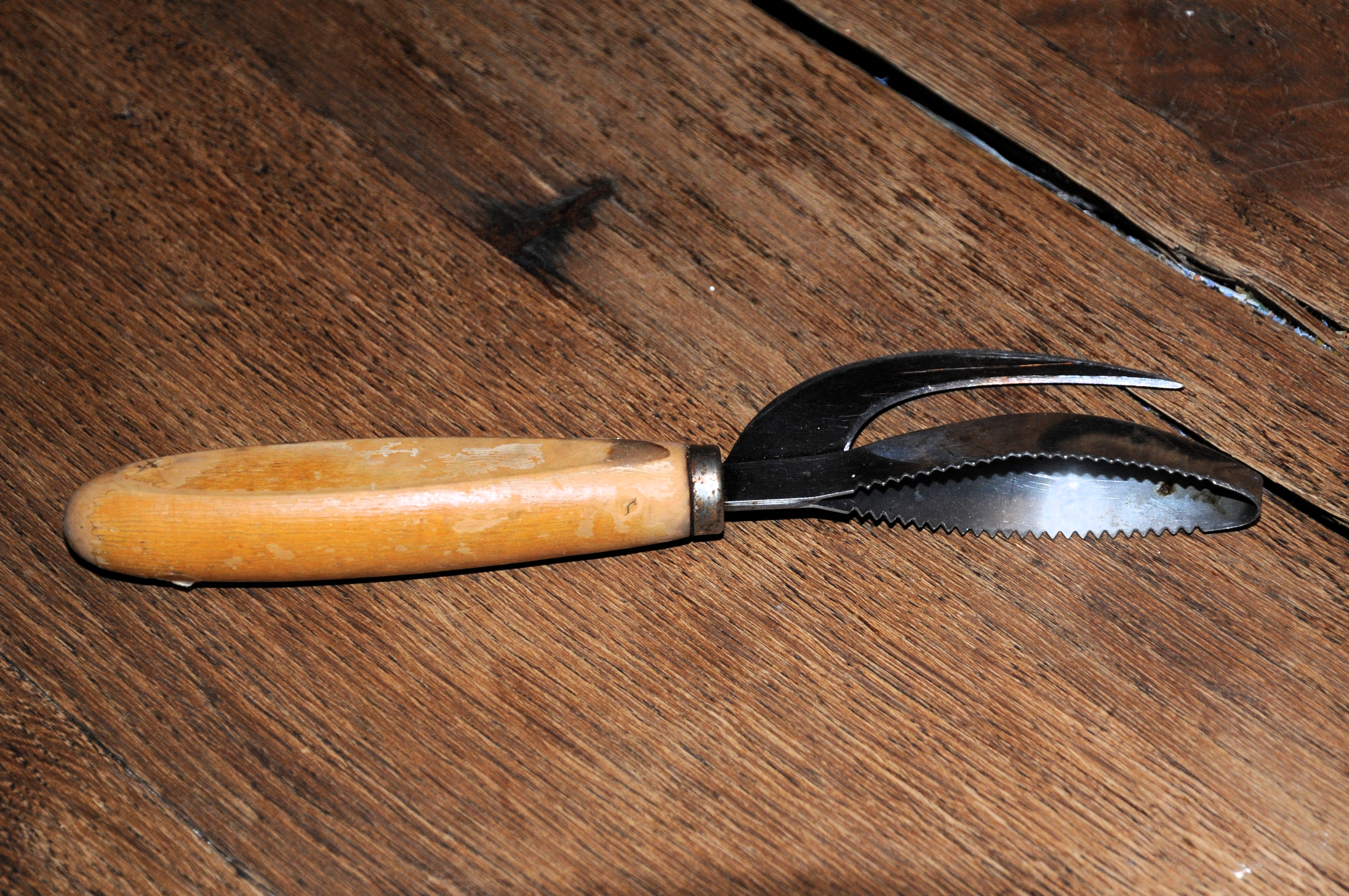
Комбінована рибочистка для чищення та

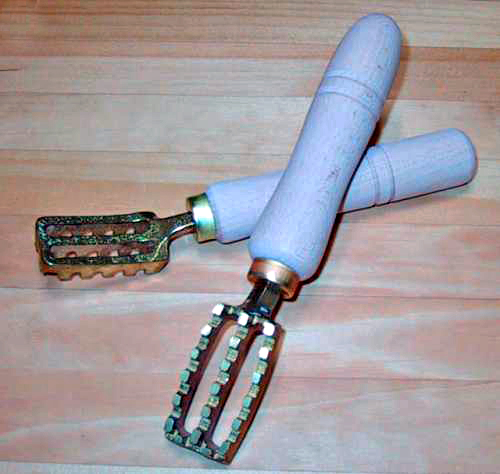
Японська рибочистка-скребок

Рибочи́стка — спеціальний пристрій для очищення риби від луски.
Механічні рибочистки зі скребком використовують на підприємствах громадського харчування. 
Коротка енциклопедія домашнього господарства 1960 року рекомендує користуватися бляшаною рибочисткою, схожою на тертку. Крім того, в СРСР вироблялися ручні рибочистки у формі сталевих скребків із чотирма зубчастими пластинками різної висоти. 
Зручні також комбіновані рибочистки, призначені одночасно для очищення та обробки риби. З такою рибочисткою луска не розлітається, а накопичується всередині. Верхнім серпоподібним лезом із заточеною кромкою по всій довжині проводиться розтин і розділення риби.
Рибочистка рідко зустрічається на сучасних європейських кухнях, бо найчастіше у супермаркетах риба продається вже очищеною. У домашніх умовах видалити луску з риби можна тильною стороною звичайного кухонного ножа і навіть овочечисткою. Рибочистка, ймовірно, затребувана тільки у справжніх любителів риболовлі.